# Motta di Livenza
 Motta di Livenza (venezianisch: Mota) ist eine Gemeinde (comune) mit 10.686 Einwohnern (Stand 31. Dezember 2023) in der Provinz Treviso am Ostrand der oberitalienischen Region Venetien. Sie liegt an der Grenze zum Friaul in einer Schwemmlandschaft, die dort von dem Fluss Livenza durchzogen wird. Über diesen insgesamt 111 km langen Fluss, der bei Caorle in die Adria mündet, bestand schon früh eine Anbindung an den Mittelmeerhandel.
Mottas Geschichte reicht bis in keltische und römische Zeit zurück, wobei sie durch die Lage an der Livenza an den Mittelmeerhandel und an den über die Alpen und ostwärts angebunden war. In der Spätantike und im Frühmittelalter gehörte die Stadt den Reichen der Ostgoten, Langobarden und Franken an, unterstellte sich 1291 der Republik Venedig, der sie endgültig ab 1388 bis 1797 angehörte. Nach mehrfachem Wechsel zwischen napoleonischer und österreichischer Herrschaft kam das Gebiet 1866 an Italien. Während der beiden Weltkriege wurde die Stadt stark zerstört, auch wurde bis in die 1970er Jahre hinein der Stadtkern weitgehend abgerissen.

## Geographie

### Geologie

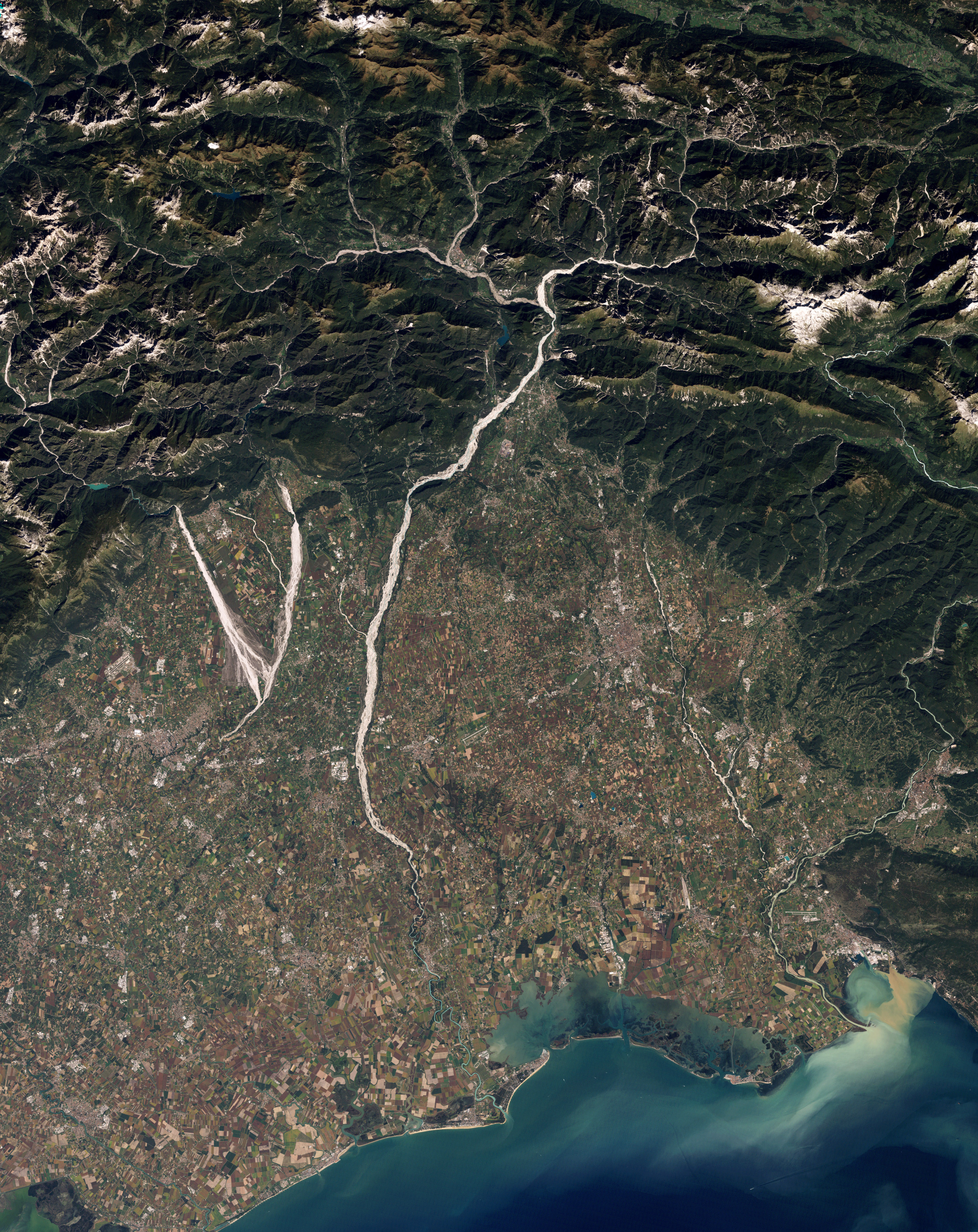
Der Nordosten Italiens mit seinen von den Alpen getränkten Schwemmfächern, Satellitenbild von 2010

Das Gebiet gehört zu den großen Schwemmfächern (megafan), den vor allem die Flüsse zwischen Piave und Tagliamento bilden – dabei durchzieht die Livenza das Gebiet zwischen diesen beiden Schwemmfächern. Die Wässer fließen aus den umgebenden Gebirgszügen aus bis zu 1800 m über dem Meeresspiegel bis zur Küste, wobei sie vielfach in ein komplexes Lagunensystem münden. Infolgedessen entstand ein Schwemmland, das zeitlich weit ins Holozän und partiell bis ins Pleistozän zurückreicht. Dieses birgt in den oberen Metern große Mengen organischen Materials, in den tieferen vornehmlich Sand feinen bis mittelgroben Charakters, Schluff und Silt. Das Gleichgewicht zwischen Ablagerung und Erosion wurde im 19. Jahrhundert durch menschliche Eingriffe verändert.
Die Morphologie weist zwar einen allgemeinen Höhenverlauf auf, der sukzessive zum Meer hin abfällt, ist aber auch durch einen Hauptflusshügel mit geringer Höhe gekennzeichnet, durch die die Livenza fließt. So sind die Gebiete entlang der Flüsse seit langem stärker miteinander verbunden, als die Flussgebiete untereinander. Die Bonifikationen ab dem 19. Jahrhundert betrafen vor allem das Hinterland, aber auch Teile der Lagunenränder, erstreckten sich aber auch entlang der Flussläufe, während die sandigen Gebiete dazwischen weniger betroffen waren. Die Höhe der Erhebungen entlang des Livenza-Ufers variiert zwischen etwa 10 m im nördlichen und bis etwa 5 m im südlichen Abschnitt. Die Höhenunterschiede liegen bei 5–7 m im Vergleich zur umgebenden Landschaft. Der beständige Zulauf von Gebirgswasser durch die Livenza und auch durch kleinere Flüsse hat zur Folge, dass die für küstennähere Gebiete typische Gefahr der Bodenversalzung äußerst gering ist. Dies ist für die Landwirtschaft von größter Bedeutung. Dabei ist dieses Gleichgewicht überaus fragil und muss bei Baumaßnahmen, etwa von Straßendämmen, Wasserleitungen und Aquädukten, Kanälen, Gräben und Eisenbahnstrecken berücksichtigt werden.

### Nachbarkommunen, Gemeindestruktur
Im Norden grenzt Motta an Meduna di Livenza, im Nordwesten an Gorgo di Monticano, im Westen an Chiarano, im Süden an Cessalto, im Südosten an San Stino di Livenza, schließlich im Osten an Annone Veneto. Die Gemeinde, die sich durchschnittlich 9 m über den Meeresspiegel erhebt (mit Schwankungen zwischen 2 und 11 m), erstreckt sich über eine Fläche von 37,78 km².

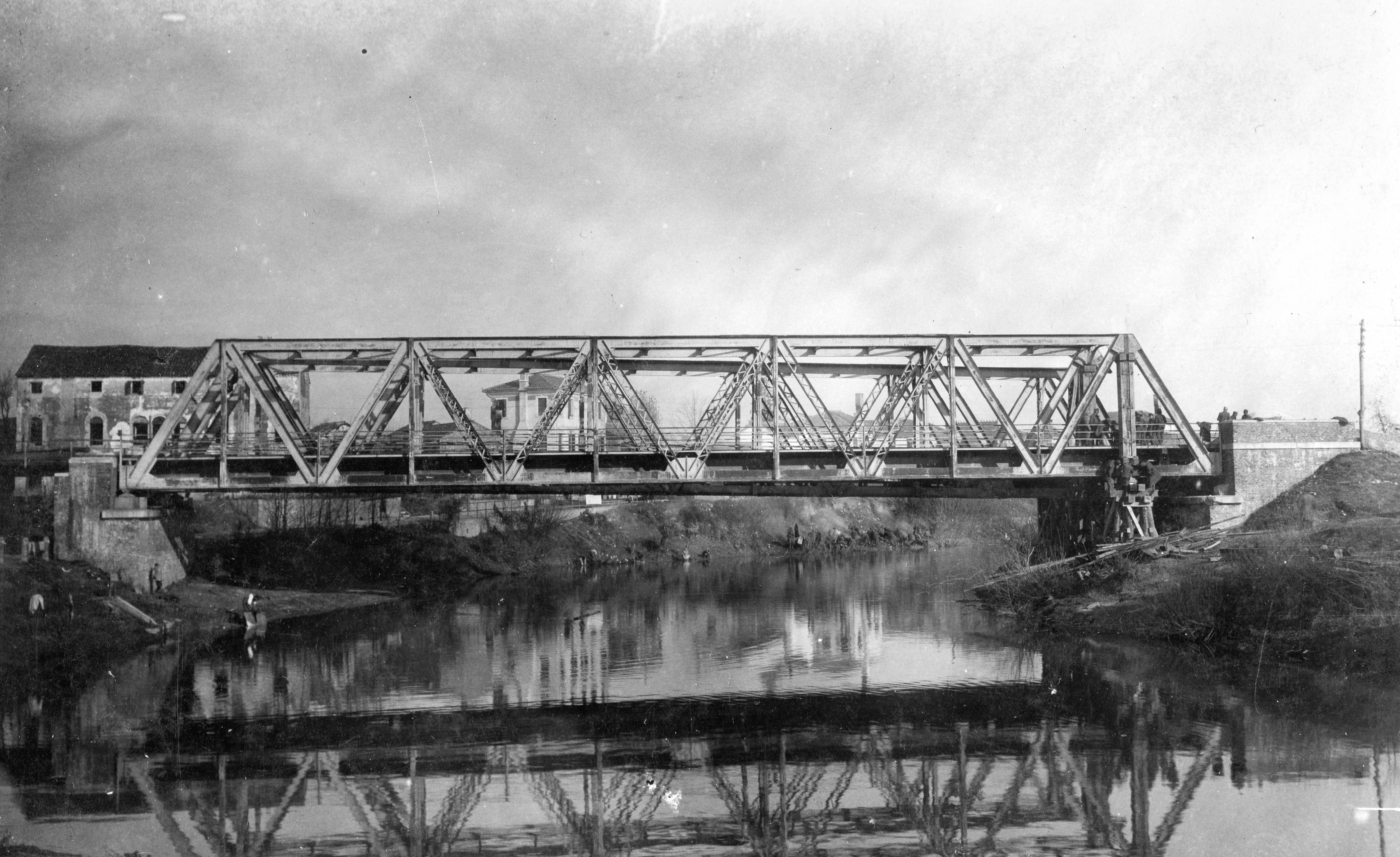
Die Livenzabrücke im Jahr 1917

Motta und die zu dem Städtchen gehörenden Ortsteile entstanden im Umfeld der Livenza, des Flusses, der für den Handel von größter Bedeutung war. Dabei lässt die Struktur zwei Zentren erkennen, eines unmittelbar am alten Flusslauf der Livenza, Livenza vecchia genannt, das zweite weiter westwärts. Während der Westteil um die Kirche Madonna dei Miracoli entstand, bildete der Dom den Kern des älteren Stadtteils.
Die Kommune besteht aus den Ortsteilen San Giovanni, Malintrada, Villanova und Lorenzaga. Eine Reihe von Ortsteilen und frazioni kennzeichnet das verstreute Städtchen, von denen sich die meisten westlich der Livenza, also auf der rechten Flussseite befinden, sieht man von Lorenzaga ab. Neben Motta selbst sind Meduna di Livenza im Norden und Lorenzaga weiter flussabwärts (auf der linken Seite der Livenza) hervorzuheben, wobei Lorenzaga seit 1485 Teil des Gebietes von Motta ist.
Ebenso wie Lorenzaga lässt sich San Giovanni (flussaufwärts) mindestens bis 148 v. Chr. zurückverfolgen, also bis zum Bau der Via Postumia. Der Ortsteil, die frazione, erhielt ihren Namen nach der ersten Kirche, die Johannes dem Täufer geweiht war und die im frühen 4. Jahrhundert entstand. 452 wurde der Ort samt Kirche von den Hunnen unter Attila zerstört, erneut von den Ungarn am Ende des 9. Jahrhunderts.
Malintrada, südwestlich von Motta gelegen, ist mit seinen etwa 850 Einwuhnern die jüngste der frazioni von Motta. Erst 1992 wurden die Siedlungen entlang der Strada provinciale nach Chiarano in den Rang einer Frazione erhoben. Unbesiedelt war das Gebiet dennoch nicht. So wurden Münzen aus römischer Zeit in Redigole Vecchia gefunden, die sich heute im Museum von Oderzo befinden. Der Nane, etwa ‚Schlechter Zugang‘, bezog sich auf das große Moor von Motta. Nach dem Zweiten Weltkrieg zog für begrenzte Zeit die Stadtverwaltung von Motta in den unzerstörten Ortsteil um.

### Flora und Fauna
Die Flora entlang der Livenza stellt eine zuweilen schüttere Ufervegetation dar. Die dort vertretenen Baumarten sind vor allem Weiden, Pappeln und Schwarzerlen, die in einigen Abschnitten mit mehr oder weniger erhaltenen Beständen von Eichen, Ulmen oder Eschen verbunden sind. Meist besteht eine dichte Strauchvegetation aus Hartriegel, Viburnum, Weißdorn, aber auch Hopfen, Waldreben und Liguster. Das Schwemmland jenseits der Flussufer wird teilweise von krautigen Graslandschaften beherrscht, die aus Gründen des Gewässerschutzes geschützt sind. Das Gleiche gilt für die Böschungsbereiche. Der Einsatz von Pflanzenschutzmitteln in der Landwirtschaft hat allerdings zum Verschwinden des Artenreichtums beigetragen (Piano delle acque comunale – Motta di Livenza (TV). Verifica di Assoggettabilità alla procedura VAS. Rapporto Ambientale Preliminare, Motta di Livenza 2018, S. 111). Dementsprechend artenarm sind die unmittelbar agrarwirtschaftlich genutzten Gebiete. In den weniger intensiv oder traditioneller genutzten Gebieten, etwa nördlich des Monticano, bestehen noch ganze Heckensysteme, die dem Artenreichtum zugutekommen.
Ähnliches gilt für die Fauna, die über Jahrzehnte verarmte. Dabei sind die Schmetterlingspopulationen regelrecht eingebrochen. Parks existieren im Gemeindegebiet nicht, doch bestehen kleine Schongebiete, wie im südlichen Monticano, die allerdings keinerlei Verbindung zueinander aufweisen. Dabei handelt es sich um Zone di Protezione Speciale und Siti di Importanza Comunitaria, wie der Flusslauf der Livenza, oder der des unteren Monticano im Süden der Gemeinde. Pflanzengemeinschaften wie Ranunculion fluitantis spielen inzwischen eine zentrale Rolle, denn derlei Inseln sollen wieder stärker über Korridore miteinander in Verbindung gebracht werden, wobei Pufferzonen eine erhebliche Rolle zukommt.

## Geschichte

### Entstehung in der Antike: Veneter, keltische Carni, Römer

Keltische Stämme in Oberitalien

Die Stadt hat zwar römische Wurzeln, doch war das Gebiet zuvor von Kelten (links der Livenza) und Paläovenetern bewohnt. Der Fluss Livenza, der die Gebiete dieser beiden Gruppen trennte, war ein wesentlicher Grund, an dieser Stelle eine Stadt zu gründen. Veneter lassen sich aber nicht nur an der Livenzabrücke belegen (Motta), sondern auch dort, wo der Monticano in die Livenza mündet. Dieses überschwemmungssichere Gebiet war bereits in der Eisenzeit besiedelt.

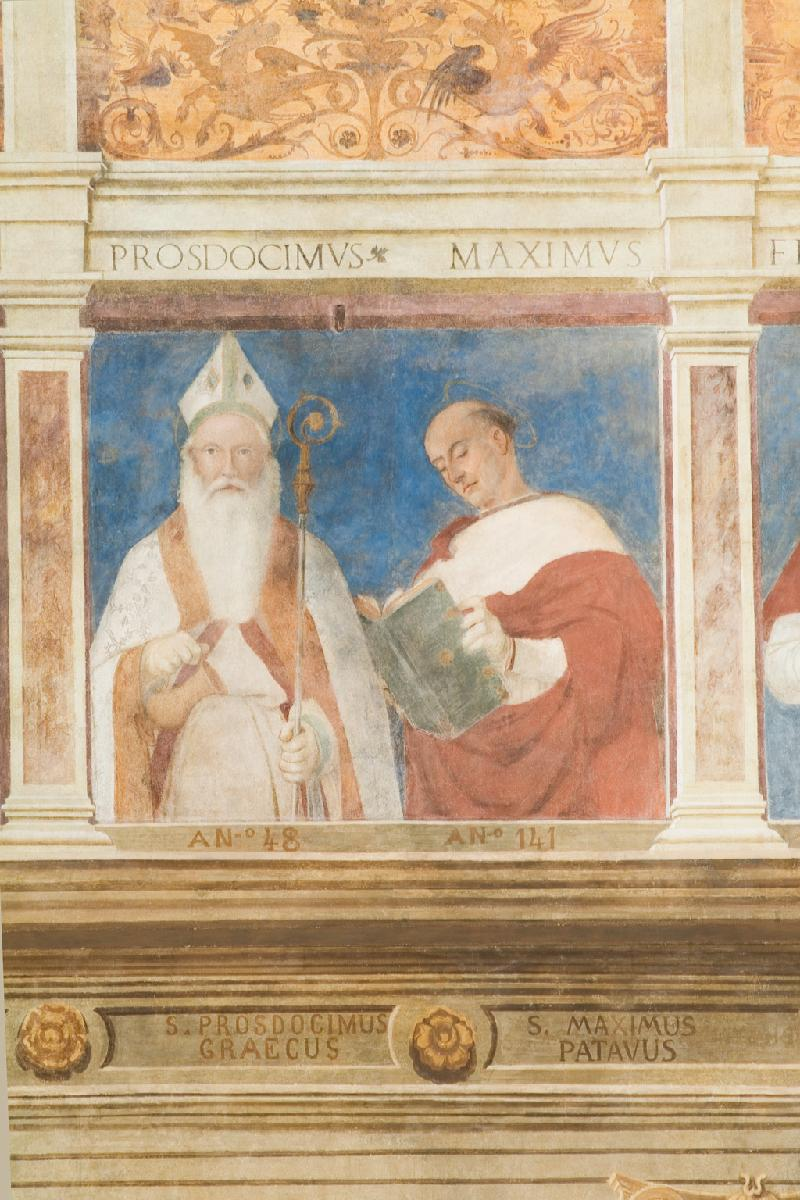
Bartolomeo Montagna: Darstellung des frühesten in der Region tätigen Bischofs Prosdocimus aus dem frühen 16. Jahrhundert

42 v. Chr. besetzten die Römer das keltische Gebiet, wobei dort der Stamm der Carni siedelte. Bereits 148 v. Chr. hatten die Römer die Via Postumia gebaut, eine Brücke überquerte die Livenza. Dort entstand der Kern einer Stadt, die im Jahr 313 den Namen Johannes des Täufers annahm. Der Stadtteil Lorenzaga, auf der anderen Seite der Livenza, entstand erst wenige Jahrzehnte vor Christi Geburt. Die dominierenden Städte der Region waren allerdings Opitergium und Concordia. Der Legende nach soll der hl. Markus den Bischof Prosdocimo eingesetzt haben, um das Evangelium zu predigen. Dabei erschien er auch im späteren Motta.
Zufällige archäologische Funde bestätigen die römische Anwesenheit, so etwa eine Säule aus der ersten Hälfte des 1. Jahrhunderts aus Motta. Auch fand sich ein (verschollenes) Schwert vom Typ Sauerbrunn. In Villanova wurde ein Pflug aus dem 2. Jahrhundert entdeckt, ebenso wie Gefäße, darunter eine Amphore.

### Ostgoten, Langobarden (5. Jahrhundert bis 774)
Mit der Auflösung des Weströmischen Reiches fiel das Gebiet zunächst an Odoaker (476), danach an die Ostgoten unter Theoderich I. Im Verlauf der Eroberung durch das Oströmische Reich unter Justinian dürfte auch Motta spätestens in den 550er Jahren wieder römisch geworden sein.
Doch bereits kurz nach dem Einzug der Langobarden in Italien, vielleicht im Jahr 569, erschienen neue Eroberer an der Livenza. Dabei wurde das Territorium geteilt, denn für knapp ein Jahrhundert blieb das Gebiet östlich des Flusses oströmisch-byzantinisch. Mit der Eroberung auch dieses Gebietes im Jahr 664 entstand bis 774 ein zusammenhängendes Territorium bis zum Ende des Langobardenreichs.

### Franken (ab 774), Aufspaltung (Bistum Ceneda, Patriarchat Aquileia)
Das Gebiet rechts der Livenza fiel mit der Eroberung des Langobardenreiches an die Franken, bzw. die Bischöfe und Grafen von Ceneda, später der Da Camino (nach 1000). Das Gebiet links des Flusses kam hingegen an das Patriarchat Aquileia, womit diese Gebietsteilung sich erneut einstellte. Erst 1204 kam es zu einem Friedensschluss, aus dem die Marca Trevigiana als politische Einheit hervorging, die Mark Treviso.

Das Patriarchat Aquileia um 1250

Im 10. Jahrhundert wurde eine Burg mit mindestens vier Türmen errichtet, denn die Siedlung hatte keine Ummauerung. Geschützt war sie nur durch die Flussläufe und einen Kanal. Ab 936 soll der Dom entstanden sein, der im 16. Jahrhundert neu gebaut wurde. Grabungen am Ende des 20. Jahrhunderts erwiesen eine Besiedlung rund um den Dom mit dichter Bebauung spätestens seit dem 14. Jahrhundert. Mangels weiterer Grabungen lässt sich der Umfang der älteren, etwa der antiken Siedlung nicht ermessen.
Die Stadt lebte zunehmend vom wachsenden Handel zwischen der Metropole Venedig und den Städten jenseits der Alpen, was dazu führte, dass neben dem Stadtzentrum um den Dom ein zweiter Stadtkern entstand. Doch nicht nur der Handel verband die Orte an der Livenza mit der Adria und damit mit Venedig, sondern auch unmittelbarere Beziehungen. So geht aus einer Urkunde Kaiser Ottos I. hervor, dass eines der bedeutendsten Klöster Venedigs, San Zaccaria, in der Gemeinde Lorenzaga Grundbesitz erhalten hatte, Äcker und Weinberge. Auch der Doge Pietro IV. Candiano und seine zweite Ehefrau Waldrada besaßen in der Region Grund. Er ließ das „castrum“ von Oderzo zerstören, das das Hinterland von Piave und Livenza beherrschte, und damit die ostalpinen Handelswege. Um 1064 besaß das Kloster San Zaccaria nicht nur Güter in Motta, sondern auch in Lorenzaga.

### Republik Venedig (1291–1797)

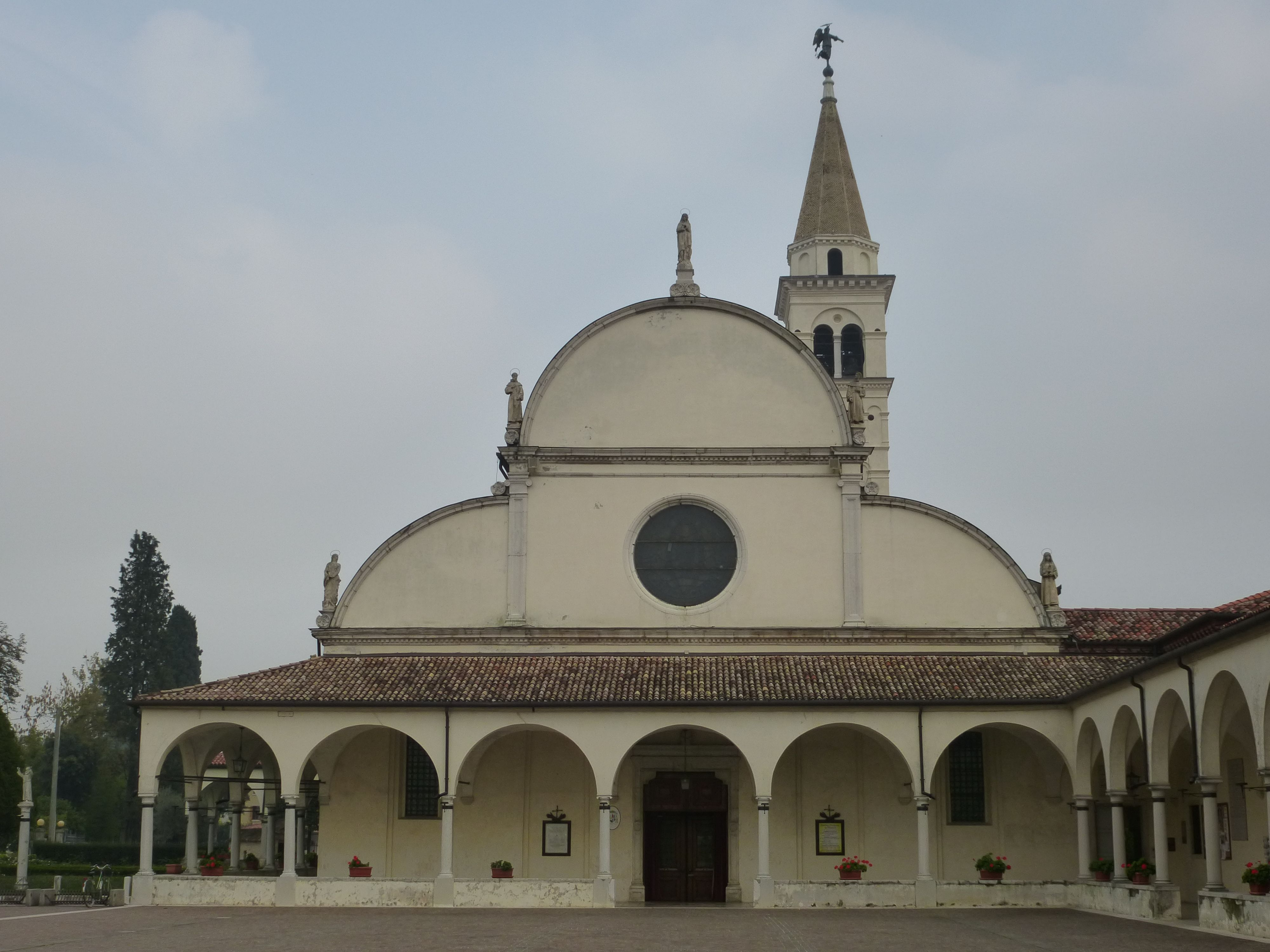
Basilica Madonna dei Miracoli

Die Da Camino wichen am 6. Juli 1291 den Venezianern als Stadtherren, doch übten sie nach 1300 eine Art Protektorat aus. Da sich die Stadt als erste im Friaul Venedig unterstellt hatte, führte sie auch den Titel erstgeborene Tochter der Republik (figlia primogenita della Repubblica). Unterhändler war 1291 Pichignotto della Motta. 1329 entsandte Venedig Soldaten, um „Rizardus et Gherardus de Camino“ beizuspringen. Die drei Provisores sollten „ingeniatores“ mitbringen; auch sollte ab 1330 das Kastell ausgebessert werden, ebenso wie der Palazzo pretorio und die Gefängnisse, die vom Einsturz bedroht waren. 
Lorenzaga hingegen, auf der anderen Flussseite gelegen, bewahrte seine Unabhängigkeit bis 1420, als das Patriarchat Aquileia an Venedig kam. Am 16. Februar 1485 übernahm der Rat von Motta die rechtliche Oberherrschaft über die Bewohner von Lorenzaga und von Riva Livenza. Diesem Beschluss stimmte Venedig zu, dennoch blieb es beim Bistum Ceneda (Vittorio Veneto). Lorenzaga, Riva di Livenza und alle anderen Orte zwischen Livenza und Tagliamento verblieben jedoch (bis heute) beim Bistum Concordia-Pordenone.
Während des Krieges gegen das Reich und gegen Ungarn unter Sigismund war Motta 1412 verwüstet worden. In der Schlacht von Motta vom 9. August des Jahres unterlagen die Venezianer gegen die Ungarn unter Führung von Filippo degli Scolari, genannt Pippo Spano. Venezianische Capitani in der Stadt waren zu dieser Zeit Biagio Magno und Jacopo Querini.
Die Binnenstrukturen der Städte im Friaul, und damit die von Motta, waren so komplex, dass die ab 1388 neuen venezianischen Herren – die sie zur Podesterìa erhoben – sie noch im 15. und 16. Jahrhundert nur mühsam steuern konnten. So beschrieb Marin Sanudo das Gebiet aus der Sicht der auditori nuovi, die es bereisten, wie etwa das kleine Kastell nebst den dazugehörigen etwa 50 ländlichen Häusern. Zu Motta gehörten weitere 31 Dörfer, die seiner Jurisdiktion unterstanden. Von diesen unterstanden aber, was die Verwaltung weiter erschwerte, wiederum 16 dem Trevisaner Recht, 15 dem Friulaner. Zudem war es äußerst schwierig, sich zu verständigen, denn die Amtsträger Venedigs verstanden kaum den Friulaner Dialekt, der sich zudem als sperrig gegen die Verschriftlichung erwies.
Juden ließen sich im späteren Mittelalter wohl auch in Motta nieder, jedenfalls nannte sich eine Familie aus Meduna „Motta“, wohl weil sie einige Jahre dort gelebt hatte. Dort, in Meduna, kam es einige Jahre vor 1499 zu einem Massaker an den örtlichen Juden. In Motta unterrichtete Mosè Perez 1498 den Humanisten Hieronymus Aleander in Hebräisch.

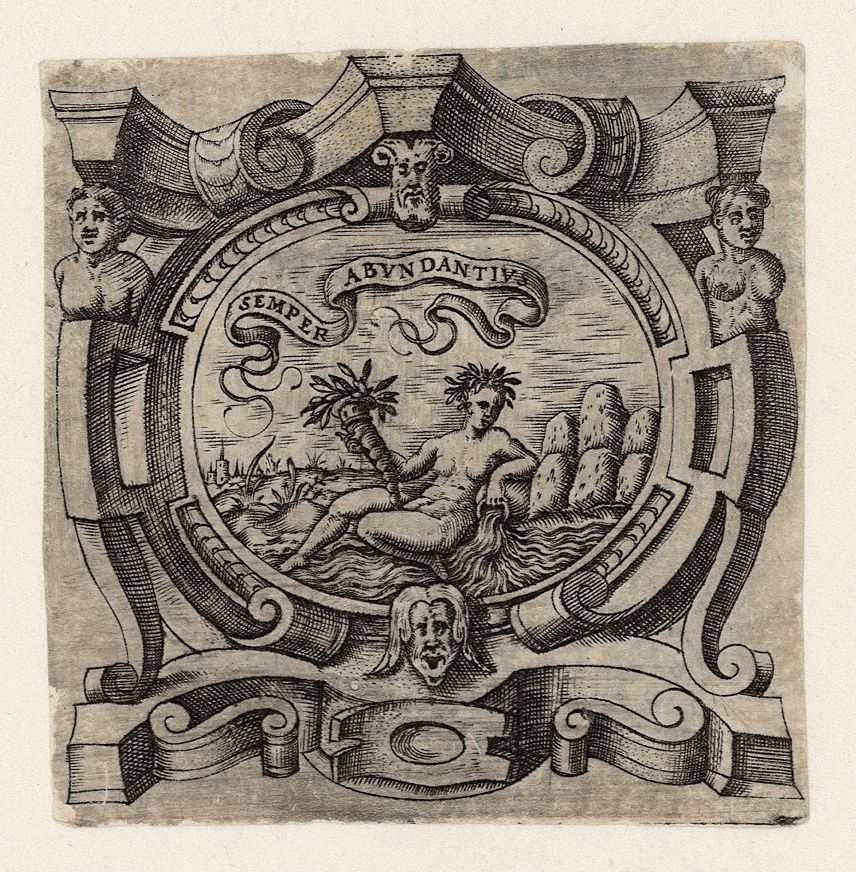
Emblem des Bartolomeo Meduna (bl. Mitte 16. Jahrhundert – nach 1605); dieser publizierte zahlreiche Titel, darunter 1588 Lo scolaro, eine herausragende pädagogische Arbeit in Form von Dialogen.

Venedig legte bei Motta eine kleine Schiffswerft (squero) an, denn zu dieser Zeit verlief die Livenza, die heutige Livenza vecchia, noch nahe der Stadt. Der Fluss wurde nach zahlreichen Überschwemmungen 1882 verlegt, so dass er heute weit entfernt an der Stadt vorbeifließt. Das Gebiet spielte sowohl bei der Abwehr der Osmanen (1477 überquerten sie die Livenzabrücke, töteten die Brückenwächter), als auch der Truppen der Liga von Cambrai eine wichtige Rolle. Nach diesen Kämpfen erlangte Motta den Titel figlia prediletta della Repubblica, stieg also zur bevorzugten Tochter auf. Im Zuge dieser Kämpfe hatte der Bauer Giovanni Cigana eine Vision, was 1511/1513 Anlass gab, die Basilika neu zu errichten; auch San Nicolò wurde erneuert, beide Kirchen mit bedeutenden Kunstwerken ausgestattet. Von der Pest der Jahre 1631 und 1632 blieb Motta verschont, was Anlass gibt, diese Tatsache bis heute feierlich zu begehen. Weniger bekannt ist, dass das Gefängnis in Motta 1645 bereits so marode war (zudem fehlten Wächter), dass die dortigen Gefangenen nach Treviso überführt werden mussten. Die Situation sollte sich, wie in vielen Orten der Region, nicht mehr wesentlich verbessern. 1738 klagte man über die Baufälligkeit des Palazzo pretorio, und dass die Beschäftigten ohne Salär blieben, und dass versuchten, sich demzufolge illegal Geld zu verschaffen.

### Zwischen Franzosen und Österreichern (1797–1866)
Nach dem Ende der Republik im Jahr 1797 gründeten die neuen Herren unter Napoleon die Municipalità della Motta, deren Aufgabe darin bestand, Kunstwerke auszuwählen, um sie nach Paris zu schicken. Kurzzeitig wurde Motta Hauptort eines eigenen Kantons, doch mit dem Vertrag von Campoformio wurde Venetien österreichisch. Dessen Truppen rückten am 16. Januar 1798 ein. Doch am 16. Januar 1801 wurde vertraglich vereinbart, dass das gesamte Gebiet zwischen Livenza und Tagliamento zum neutralen Gebiet erklärt, während Motta wieder französisch wurde. Bei dieser Gelegenheit dehnte es seine Jurisdiktion auf Caorle aus. Wieder wenige Monate später kam Motta erneut an Österreich. 1805 wurde es zum dritten Mal französisch. 1806 nun wurde Motta wieder zum Hauptort eines Kantons von 14 Gemeinden. Lorenzaga hingegen wurde dem Kanton Portogruaro zugeschlagen. Auf persönliche Intervention des im Ort geborenen Antonio Scarpa wurde Lorenzaga am 7. Mai 1808 Motta zugeschlagen, ebenso wie Meduna. Im November 1813 wurde Motta wieder österreichisch, nachdem Napoleons Truppen abziehen mussten. Mit dem Wiener Kongress kam Motta an das Königreich Lombardo-Venetien. In der französischen Zeit erhielt die Stadt auf Initiative des Padres Vincenzo Antonio Volpi ein Hospital. Später wurde im Juli 1832 der Grund und Boden des Konvents Madonna dei Miracoli erworben, der aufgehoben worden war. Das Haus sollte ausdrücklich für die Armen der Stadt erbaut werden.
Unter Führung des Erzpriesters Giampietro De Domini beteiligte sich Motta an den ersten Versuchen, die Unabhängigkeit zu erringen.

### Italien (ab 1866), Bevölkerungsanstieg, Weltkriege
1868, nachdem Oberitalien insgesamt zu Italien gehörte, erhielt Motta den offiziellen Namen Motta di Livenza. Dabei war es während der Kämpfe zu starken Zerstörungen im historischen Zentrum der Stadt gekommen. Die folgenden Zerstörungen von 1917 und 1918, sowie die Abrissmaßnahmen ab den 1950er Jahren, haben das alte Stadtbild weitgehend ausradiert.

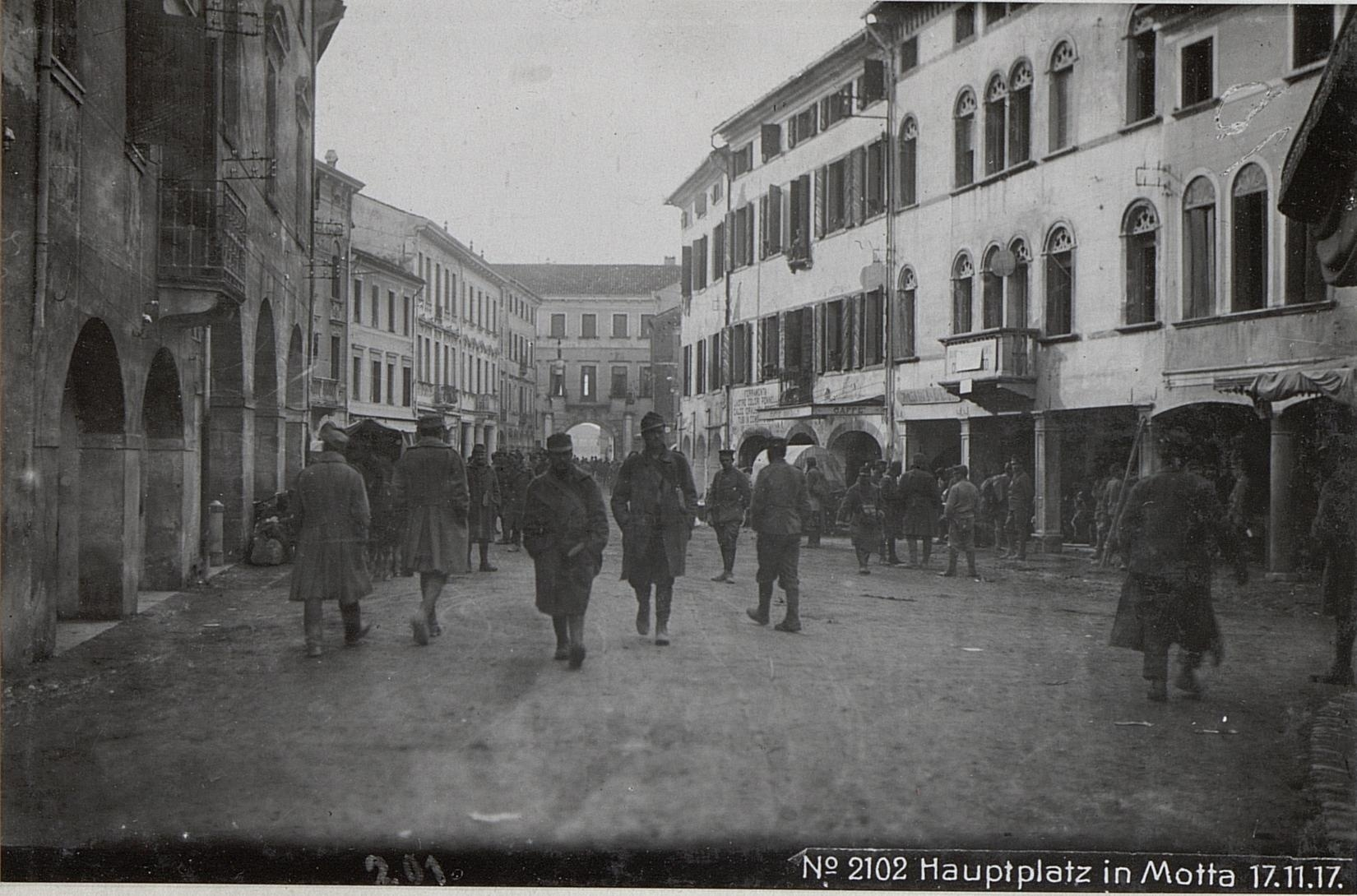
Soldaten auf dem „Hauptplatz in Motta“ im November 1917

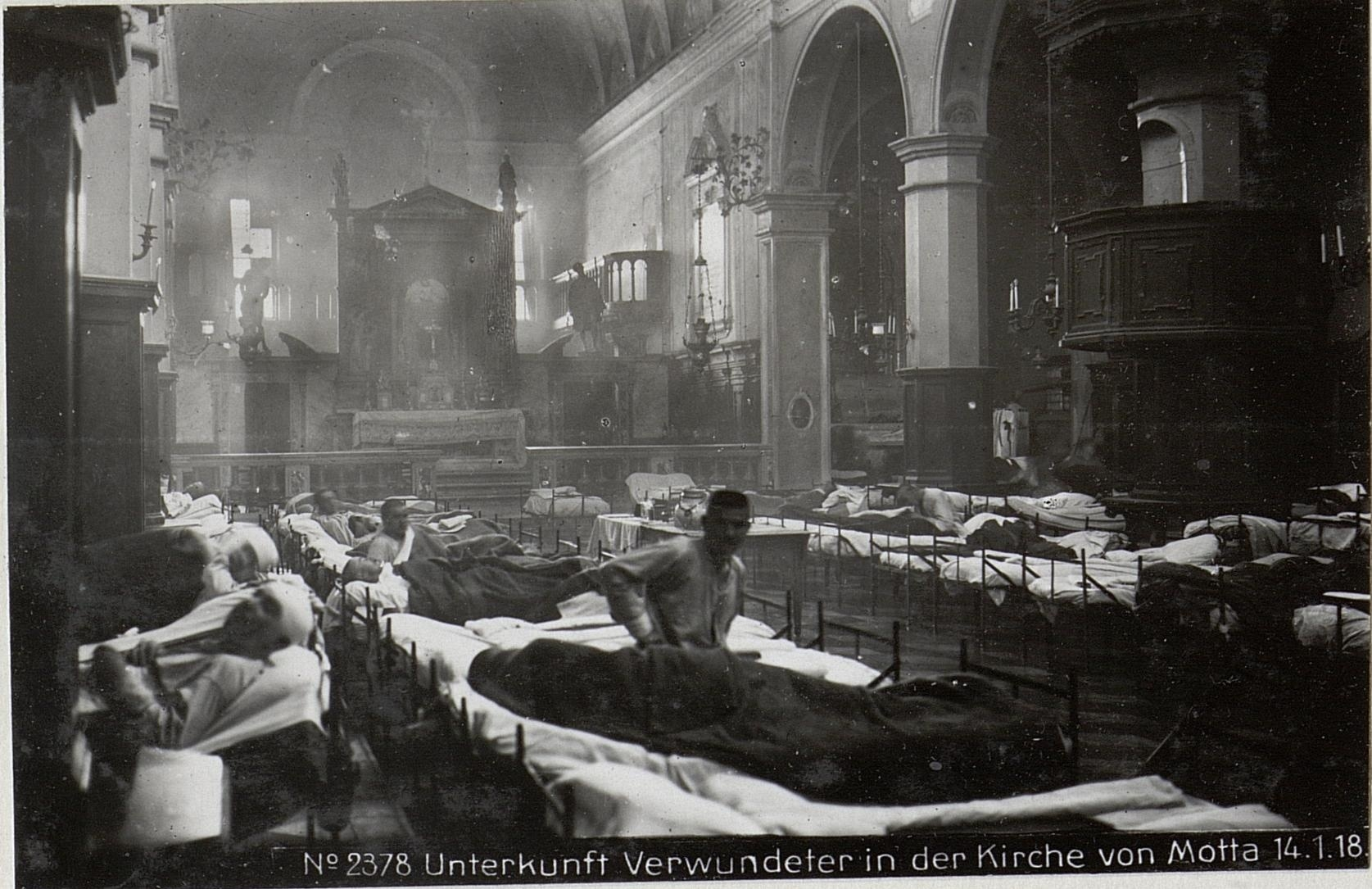
Innenansicht der zum Lazarett umfunktionierten Kirche Madonna dei Miracoli

Vor 1871 zählte man 4.640 Einwohner, 1871 bereits 5.811, zehn Jahre später fast 6.000, eine Zahl, die ein Jahrzehnt lang stagnierte. Dann jedoch sprang die Einwohnerzahl auf 7.347 im Jahr 1911. Motta bot nun auch außerhalb der Landwirtschaft und der Flussschifffahrt Arbeitsplätze, zumal der Handel weiter zunahm.
1885 verkehrte zum ersten Mal ein Zug auf der Strecke Treviso-Oderzo-Motta, also gewissermaßen quer zur bis dahin üblichen Streckenführung nach Süden zur Adria. Der Fluss verlor bald einen erheblichen Teil seiner Bedeutung für den Warenverkehr.

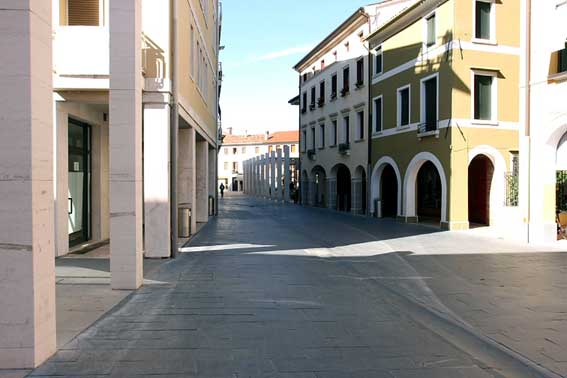
Piazza Luzzatti in der Innenstadt

1943 zählte Motta 8.470 Einwohner, 1931 waren es 8.739 gewesen. Aufgrund seiner bedeutenden Anteile an den Partisanenkämpfen, aber auch der großen Zahl an Opfern, wurde die Stadt nach dem Krieg Città martire della resistenza. Dabei kam es Ende 1944 bis Anfang 1945 zu den heftigsten Repressalien, dazu Zwangsarbeit, Deportationen, Folter und Hinrichtungen. Die Bombardements der Alliierten, über 80, begannen am 8. September 1944, wobei über 750 Bewohner bereits Ende August aufs Land flohen – 31 Bewohner fielen den Bomben zum Opfer, 165 Häuser wurden zerstört oder schwer beschädigt. Straßen und vor allem die Eisenbahnverbindung waren unbrauchbar. Gezielt bombardiert wurden die beiden Kasernen, die „Piave“ und die „Vittorio Veneto“ genannt, bereits 1938 errichtet worden waren. Erstere entstand nahe den Gleisen, letztere an der Livenza-Brücke. Viele Bewohner unterstützten zunehmend die Partisanen, obwohl die Mehrheit früh Anhänger Mussolinis waren. Am 14. Juni 1944 erschienen 300 Faschisten, vor allem aus Rom, im Palazzo Tagliapietra-Luzzatto, kaum 100 Meter von der Basilika entfernt, residierten die deutschen Faschisten. Das Hotel Moretto wurde zur Kommandozentrale, direkt gegenüber der Casa del Fascio Repubblicano o Palazzo Littorio gelegen, der Zentrale der kommunalen Faschisten (heute Loggia Comunale).

### Nachkriegszeit
Zunächst hielt sich die Einwohnerzahl bei 8.692 (1951), um dann jedoch binnen zehn Jahren auf 7.665, dann bis 1971 auf 7.221 zu sinken. Erst danach setzte eine Erholung ein, so dass die Zahlen wieder bis auf 10.681 (2011) anstiegen. Dazu trug eine erhebliche Zuwanderung bei. So zählte man im Jahr 2017 allein 648 Rumänen und 193 Albaner, 183 Marokkaner und 156 Inder. Der Anteil stieg auf etwa 15 % der Bevölkerung. Am 31. Dezember 2022 lebten 1.666 Ausländer im Ort, womit der Höhepunkt überschritten war, denn 2013 waren es 1.790 gewesen.
Bis 1995, nach Luigi Samassa, nach dem das Sportstadion benannt wurde, regierte ein Bürgermeister der Democrazia Cristiana die Stadt, danach für einige Jahre eine Wählergemeinschaft. Seit 1999 stellt die Liga Veneta (Łiga Vèneta), bzw. die Lega Nord den Bürgermeister.

## Wirtschaft
Im Jahr 2011 bestanden 928 Einzelunternehmen, vor allem im Bereich des Einzelhandels (274) sowie der Kraftfahrzeuge bis hin zu Reparaturwerkstätten (128). In den Segmenten Handwerk, Reparatur und Installation waren 1.248 Bewohner beschäftigt, in den ersteren beiden 1.104. Das wichtigste Gebiet befindet sich seit den 1960er Jahren nordöstlich von Motta, wo Unternehmen aus den Bereichen Bauwirtschaft und Holz, Kunststoff, Metallverarbeitung Elektronik ansässig sind. Sie verbrauchen rund 60 % der Energie; 2017 bestanden 235 Anlagen zur Gewinnung Erneuerbarer Energien. Dabei hat der Verkehrslärm enorm zugenommen.

## Verkehr
Eine der Hauptstraßen auf dem Gebiet der Kommune ist die Strada Regionale n. 53 Via Postumia, die die Verbindung zwischen Venedig und Pordenone im Osten mit Treviso darstellt. Ebenfalls bedeutend sind die Via C. Gini und die Via Pordenone, die die Kommunen des Nordens mit Motta di Livenza verbinden. Die Via Aldo Moro und die Via Magnadola mit der Via Vidisè und der Via Riviera Lorenzaga verbinden Motta mit den Kommunen im Süden.
Entlang der Postumia wird das Gemeindegebiet auf über 6 km durch die Eisenbahnstrecke von Treviso nach Portogruaro durchquert.

## Sehenswürdigkeiten
Das historische Zentrum wurde in jüngster Zeit renoviert.
Die älteren Gebäude repräsentieren Baustile von der Romanik über die Gotik und die Renaissance bis zum Barock.

### Kathedrale
Die Kathedrale des San Nicola war bis 1539 bereits weitgehend fertiggestellt. Der Campanile stammt aus dem 16. Jahrhundert.

### Wallfahrtskirche Madonna dei Miracoli
Die Wallfahrtskirche Madonna dei Miracoli wurde 1510 bis 1513 zusammen mit einem Franziskanerkloster an einem Ort errichtet, an dem laut Überlieferung einem alten Bauern namens Giovanni Cigana am 9. März 1510 die Mutter Gottes erschienen sein soll.

## Persönlichkeiten der Stadt
- Hieronymus Aleander (1480–1542), Humanist und Kardinal
- Pomponio Amalteo (1505–1588), Maler
- Giovanni Maria Bottoglia (1703–1776), Arzt, Stadtrat, einer der ersten Geschichtsschreiber Mottas[13]
- Armando Bucciol (* 1946), römisch-katholischer Bischof in Brasilien
- Maria Elena Camerin (* 1982), Tennisspielerin
- Corrado Gini (1884–1965), Statistiker, Soziologe und Demograph
- Andrea Lucchesi (1741–1801), Komponist, Kapellmeister und Lehrer Beethovens
- Pompeo Marino Molmenti (1819–1894), Maler (geboren in Villanova)
- Antonio Scarpa (1752–1832), Anatom, Pathologe
- Italo Svevo (1861–1928), Romanautor, starb dort nach einem Autounfall

### Überblickswerke
- Lepido Rocco: Motta di Livenza e suoi dintorni. Studio storico, Treviso 1897 (1858–1953; Gründer der scuola di arti e mestieri, die heute seinen Namen trägt).
- Piano delle acque comunale – Motta di Livenza (TV). Verifica di Assoggettabilità alla procedura VAS. Rapporto Ambientale Preliminare, Motta di Livenza 2018 (umfassender als der Titel verspricht, berücksichtigt auch archäologische Funde usw.).

### Archäologie
- Luciano Mingotto: Motta di Livenza (TV) : scavi nella Piazza del Duomo, 1995-1998, in: Archeologia postmedievale 3 (1999) 99–118.
- Silvia Pettarin: Testimonianze preromane dai territori situati lungo il fiume Livenza, in: Quaderni di Archeologia del Veneto XII (1997) 129–141.
- Giovanna Luisa Ravagnan, Flavio Cafiero: Motta di Livenza (Treviso). L'indagine archeologica nell'area del castello. Notizie preliminari, in: QdAV XIV (1998) 31–38.

### Jüngere Geschichte
- Lodovico P. Ciganotto: L'invasione austro-ungarica a Motta di Livenza e nei dintorni. Diario 2 novembre 1917–4 novembre 1918, 1922; De Bastiani, 2016 (Franziskaner, Erster Weltkrieg von November 1917 bis Oktober 1918 in einer Art Tagebuch).
- Angelo De Faveri: Le vicende di Motta di Livenza nel secolo successivo allo Studio storico del Lepido Rocco 1878–1988, Zoppelli, 1994.
- Giorgio Taboga: Andrea Luchesi: Motta di Livenza e Venezia, 1741-1771, Associazione corale Luigi Sartori, Treviso 1994.

### Kirchen
- Efrem Guerrato: Gli organi delle chiese di Motta di Livenza, Diastema, 2023 (über die zwischen 1552 und 1911 entstandenen Orgeln in den Kirchen der Stadt).
- Giulio Lupo: Andrea Buora e la chiesa di San Nicolò a Motta di Livenza, in: Eidos 2 (1988) 58–63.